# Amílcar Cabral (película)
Amílcar Cabral es una película del año 2001.

## Sinopsis
Este documental de Ana Lúcia Ramos Lisboa describe varios aspectos del gigante revolucionario de Guinea Bissau y Cabo Verde, como hombre, padre, político, humanista y poeta. Amílcar Cabral nació en Guinea Bissau en 1924 y murió asesinado en Conakry en 1973. Lideró el Movimiento de Liberación de Guinea Bissau y Cabo Verde, además de fundar el Partido para la Independencia de Guinea Bissau y Cabo Verde (PAIGC) en 1959. Es considerado como uno de los iconos de la historia africana reciente.